# Alformin
Alformin är en starkt sur lösning av aluminiumformiat (myrsyrans salt med aluminium) som har desinficerande egenskaper. Utspätt med vatten kan det användas som munvatten.